# Тотхоримук
Тотхоримук (кор. 도토리묵) — блюдо корейской кухни, разновидность желе (мука), готовится из крахмала желудей. Производство мука началось в горных районах страны, там, где дубы в изобилии производили жёлуди в таком количестве, что они вошли в рацион корейцев. Как и другие виды мука, тотхоримук обычно употребляют в виде «тотхоримук мучхим» (도토리묵무침), панчхана, в нарезанном виде с морковью, зелёным луком, чесноком, соевым соусом, кунжутным маслом и красным перцем.
Тотхоримук был одним из основных продуктов питания в Корейскую войну, однако в XXI веке употребляется как «здоровая пища».

## Производство

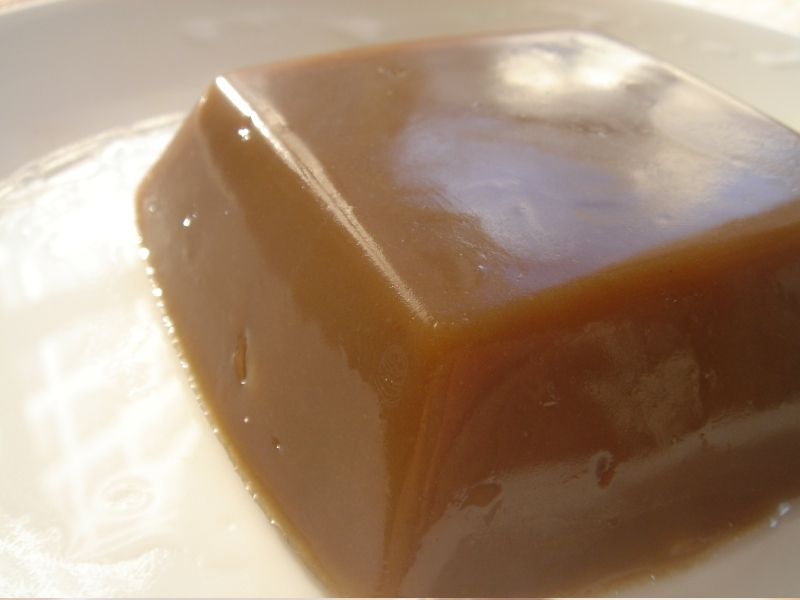
Тотхоримук без добавок

Жёлуди собираются либо с земли, либо стряхиваются с деревьев. Затем с них снимают плюски и кожуру и растирают семена в пасту. Пасту промывают, чтобы крахмал отделился от волокон.
Несмотря на высокое содержание крахмала и белков, в желудях находится много таннинов и других полифенолов, отрицательно влияющих на пищеварение. Таким образом, перед употреблением важно вывести из них таннины. Поэтому после промывки крахмалосодержащую жидкость выдерживают для того, чтобы таннины из крахмала перешли в воду.
Паста желудёвого крахмала без таннинов имеет белый цвет. Когда она вся осядет, воду сливают, пасту сушат до состояния порошка. Чтобы приготовить из неё тотхоримук, нужно залить порошок водой, проварить и залить в форму. Иногда в желудёвый крахмал добавляют кукурузный крахмал, чтобы увеличить прозрачность тотхоримука.